# 大泽山水库
大泽山水库是中国山东省青岛市平度市境内的一座水库，位于淄阳河上，建于1960年。水库正常库容为595万立方米，平均水深为2.80米，集雨面积为52平方千米，海拔为88.5米。